# ثقافة ناقدة

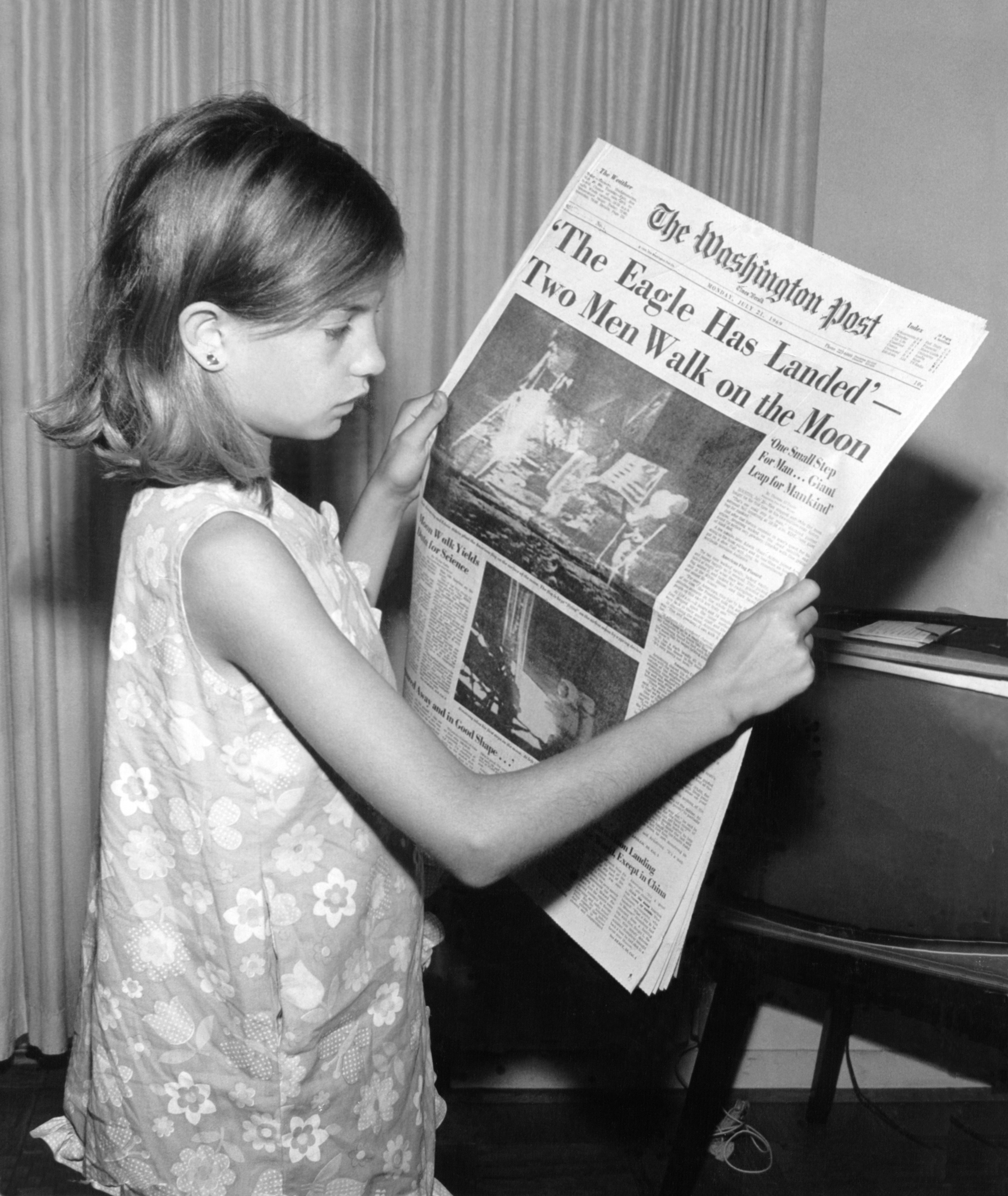

الثقافة الناقدة هي القدرة على تمحيص النصوص المختلفة في وسائل الإعلام والكتب والمقالات للعثور على أي تحيّز أو تمييز أو تعصب محتمل ضمّنه المؤلف في مؤلفاته وعرضها للعالم كون المؤلفين لديهم تأثير اجتماعي وسياسي. ويتم ذلك عن طريق تحليل الرسائل التي تروّج علاقات القوى المتحيزة الموجودة بشكل طبيعي في وسائل الإعلام والمواد المكتوبة التي لا يتم ملاحظتها إلا من خلال فهم المعنى المخفي خلف كلمات المؤلف ودراسة الطريقة التي نقل بها المؤلف أفكاره حول معايير المجتمع لتحديد ما إذا كانت هذه الأفكار تحتوي على تحيّز عرقي أو تمييز بين الجنسين.

## نظرة عامة
الثقافة الناقدة هي منهج تعليمي ناشئ عن التعليم الماركسي الناقد، والذي يدعم تبني وجهات نظر نقدية للنصوص، وتشجع الثقافة الناقدة القراء على التحليل الفعال للنصوص وتقدم استراتيجيات لما يصفه المؤيدون بـ «الكشف عن الرسائل الضمنية»، وهناك العديد من المنظورات النظرية المختلفة حول الثقافة الناقدة التي أنتجت مناهج تربوية مختلفة للتعليم والتعلّم، وتشترك جميع هذه المناهج في فرضية أساسية مفادها أن الثقافة تتطلب من القارء اعتماد نهج نقدي وطرحي.
عندما يتفحص الطلاب رسالة الكاتب للتحيز، فإنهم يمارسون الثقافة النقدية. ويمكن استخدام هذه المهارة المتمثلة في المشاركة الفعالة في النصوص لمساعدة الطلاب ليصبحوا مواطنين أكثر إدراكاً ووعياً، بحيث لا يصدقون الرسائل التي يتلقونها من وسائل الإعلام والكتب والصور إلا بعد أن يفحصوا النص أولاً وربطه رسائله بتجاربهم الشخصية في الحياة،  وبالتالي تساعد الثقافة الناقدة الطلاب على مناقشة الآراء المكتوبة والشفوية المتعلقة بقضايا المساواة عن طريق حث الطلاب على التشكيك في هياكل السلطة في مجتمعاتهم حتى يتمكنوا من مكافحة الظلم الاجتماعي الواقع على الفئات المهمشة في مجتمعاتهم.
ممارسة الثقافة الناقدة ليست مجرد وسيلة لتحقيق المعرفة بمعنى تحسين القدرة على فهم المعنى المضمن وفك شفرة الكلمات والجمل وما إلى ذلك، في الواقع إن القدرة على قراءة الكلمات على الورق ليست ضرورية للانخراط في مناقشة نقدية للنصوص، والتي تشمل المعلومات المتوفرة عبر التلفزيون والأفلام ومواقع الإنترنت والموسيقى والفن وغيرها من وسائل التعبير. الشيء المهم هو القدرة على إجراء مناقشة مع الآخرين حول المعاني المختلفة التي قد تحملها النصوص وتعليم طلاب الثقافة الناقدة كيفية التفكير بها بمرونة.
أصبحت الثقافة الناقدة  نهجا شائعا لتدريس اللغة الإنجليزية للطلاب في بعض البلدان الناطقة باللغة الإنجليزية،  بما في ذلك كندا وأستراليا  ونيوزيلندا والمملكة المتحدة.
يمكن أن يكون تعريف ممارسة الثقافة النقدية قابلاً للتغيير بالنسبة لممارسي الثقافة الناقدة وأصحاب التطورات الفكرية، ولكن عادة ما تتضمن البحث عن الخطابات والبحث عن الأسباب التي تُدرج فيها بعض الخطابات أو تُستبعد منها.
المنظورين النظريين الرئيسيين في مجال الثقافة الناقدة هما المنظور الماركسي الجديد (نظرية فريري) والمنظور الأسترالي، تتداخل هذه النهوج بعدة طرق ولا تمثل بالضرورة وجهات نظر مختلفة أو متناقضة، لكنها تتعامل مع الموضوع بشكل مختلف.

## علاقة الثقافة الناقدة بالتفكير النقدي
ينطويان التفكير النقدي والثقافة الناقدة على خطوات مماثلة وقد يتداخلان، إلا أنهما شيئين مختلفين، حيث أن التفكير الناقد هو استكشاف المشاكل وحلها من خلال عملية تتضمن المنطق والتحليل العقلي. ، ويركز التفكير النقدي على ضمان دعم حجج الشخص بالأدلة الكافية وخلو العرض من اللبس والخداع  وبالتالي يسعى التفكير الناقد إلى فهم العالم الخارجي وإدراك وجود حجج أخرى من خلال تقييم منطق هذه الحجج، ولكن التفكير النقدي محدود في الكشف عن الادعاء المتضمن.
تساعد الثقافة الناقدة على فهم التحيزات المتضمنة الادعاءات التي كشف عنها التفكير النقدي لأول مرة، فإن الثقافة الناقدة تلعب دور أكبر من مجرد تحديد المشكلة، حيث تحلل ديناميكيات القوة التي تخلق النصوص المكتوبة أو الشفهية للمجتمع ثم تشكك في ادعاءاتهم. لذلك تمّحص الثقافة الناقدة لغة السياسة وصياغتها ضمن هذه النصوص وتفحص كيفية استخدام السياسة لجوانب معينة من القواعد اللغوية لتوضيح معناها المقصود،  كما تتيح ممارسة الثقافة الناقدة للطلاب تحدي كل من مؤلف النص والسياقات الاجتماعية والتاريخية التي تم فيها تأليف النص ونشره.
تقيّم الثقافة الناقدة المصادر المطبوعة وسائل الإعلام والتكنولوجيا من خلال النظر فيمن يملك هذه المصادر من المعلومات وكذلك الجمهور المستهدف وهدفهم من إنشاء هذه النصوص المختلفة. يطلع الطلاب على المعلومات المضمنة التي يتم توصيلها في الأدب ووسائل الإعلام الشعبية والإنترنت والصحافة على أمل اتخاذ إجراء اجتماعي.

## التاريخ
نشأت ممارسات الثقافة الناقدة عن أصول التعليم في مجال العدالة الاجتماعية للمعلم والباحث البرازيلي باولو فريري الذي وصف ممارسات الثقافة الناقدة لأول مرة في كتاب «التعليم على أنه ممارسة للحرية» الذي نُشر عام 1967 وكذلك كتابه الأكثر شهرة «أصول تربية المضطهدين» الذي نُشر عام 1968. يُنظر إلى ثقافة فريري الناقدة كوسيلة لتمكين المواطنين المحرومين ضد الاضطهاد والإكراه، وكثيراً ما ينظر إليها على أنها صادرة من جانب الشركات و / أو الكيانات الحكومية، تبدأ ثقافة فريري الناقدة بالرغبة في موازنة الظلم الاجتماعي ومعالجة المشكلات المجتمعية الناجمة عن إساءة استخدام السلطة، وننطلق من هذا الأساس الفلسفي لفحص النصوص وتحليلها وتفكيكها.
وازداد انتشار الثقافة الناقدة في وقت لاحق بشكل بارز مع دونالدو ماسيدو في عام 1987. كتب باولو فريري في كتابه الصادر عام 1968 بعنوان «أصول تربية المضطهدين» أن الأفراد الذين يتعرضون للقمع من جانب مناصب السلطة يخشون في البداية من الحرية لأنهم استوعبوا قواعد مضطهديهم وعواقب عدم الالتزام بهذه القواعد  وبالتالي على الرغم من رغبتهم الداخلية في الحرية إلا أنهم يواصلون العيش فيما يسميه فرير «الخوف من الحرية»، بدلاً من ذلك يختارون اتباع وصف محدد مسبقاً للسلوكيات التي تلبي موافقة مضطهديهم. من أجل فهم الطبيعة الفعلية لظلمهم، يقول فريري أن نظامهم التعليمي يجب أن يعلمهم أن يفهموا أن واقعهم يمكن أن يتغير وكذلك اضطهادهم.
ينعكس هذا المنظور في أعمال بيتر ماكلارين وهنري جيروكس وجان أنيون وغيرهم الكثيرون، حيث يتم تمثيل منظور فريري تجاه الثقافة الناقدة بقوة في علم أصول التدريس النقدي.
يسعى التعليم النقدي إلى وضع حد للاضطهاد الظالم للإنسان من خلال الدعوة إلى التغيير في الطريقة التي تنقل بها المدارس المعلومات،  وينبثق من هذا الثقافة الناقدة، والتي تنص على أنه من خلال العمل على فهم الطريقة التي يتم بها كتابة النصوص وعرضها، يمكن فهم البيئات السياسية والاجتماعية والاقتصادية التي تم فيها تشكيل النصوص وكذلك يكون قادراً على تحديد الإيديولوجيات والمعتقدات الخفية الموجودة ضمن هذه النصوص.

## عوامل الثقافة النقدية
يتضمن فريري عدة عوامل أساسية في تشكيله للثقافة الناقدة، تتضمن الخطوة الأولى للثقافة الناقدة نشر الوعي أو الإدراك لأولئك الذين يتعرضون لسوء المعاملة ولمن يتسببون في هذه المعاملة السيئة من خلال تشجيع الإيديولوجيات غير العادلة عبر السياسة وغيرها من مواضع السلطة مثل المدارس والحكومة. وذلك لأن فرير وماكيدو يعتقدان أن النصوص المكتوبة تمثل أيضاً معلومات تم بناؤها على المخططات السابقة حول العالم نظراً لسوء المعاملة المنشرة في كثير من الأحيان مما يجعلهم لا يدركون أنهم يتعرضون للقمع، ويعتبرون الفقر أو التهميش جزءًا طبيعياً من حياتهم. وبالتالي فإنهم يقبلون مصاعبهم الظالمة وهم لا يعرفون الخطوات الضرورية التي يمكنهم اتخاذها لتغيير ظروفهم، وبالتالي يبقون في قمعهم.